# Ари
 Тази статия е за рода папагали.  За българския певец вижте Аспарух Лешников.  За селото в Южна Италия вижте Ари (Италия).
Арите (Ara) са род птици от подсемейство Неотропични папагали (Arinae). Те са най-големите птици сред папагалоподобните. Наброяват 22 вида папагали, от които 5 вида са изчезнали още в началото на XX век поради изсичането на горите и търговията с пера.
Ара са доста интелигентни птици. Могат да запомнят голям брой думи и поради това и красивите си разноцветни пера, те са едни от най-скъпите животни, като цената им често е над 1500 – 2000 евро.

## Ареал
Папагалите ара обитават екваториалните и тропически гори на Централна и Южна Америка. По-голямата част от видовете се срещат в басейна на Амазонка и в Гвианските блата, като много са ендемити за този район. Като цяло папагалите Ара се срещат само на континента. Изключение правят само островите Тринидад и Сейнт Винсент, като на втория живее само един вид. В миналото и на другите Антилски острови са се срещали Ари и това са трите изчезнали вида – Кубинско, Доминиканско и Карибско ара, които до началото на XX век са се срещали в Куба, Хаити, Доминиканската република и някои от Малките Антили, но са изчезнали вследствие на унищожението на горите и търговията с пера в тези страни.
Повечето видове обитават Екваториалните гори, но има и видове, които се срещат в саваните.

## Външен вид
Арите са най-големите папагали на света. Най-големият им представител е Хиацинтовата ара, която достига дължина 1 метър от главата до опашката. Изключително рядък и застрашен вид. Популацията му наброява едва 300 птици, а цената им на черно достига 15 хиляди евро. Може би най-типично за папагалите ара е тяхното ярко оперение, което се различава при отделните видове. В украсата на перата им преобладават червени, зелени, сини, жълти и оранжеви краски. Липсва ясно изразен полов диморфизъм, оперението е еднакво при мъжките и женските индивиди. Типичен за арите е масивният и тежък клюн, който е извит дъговидно, като горната му част е по-тънка и заострена, а долната по-масивна и широка.
Менюто им включва различни семена и плодове – царевица, слънчоглед, орехи, фъстъци, череши и грозде (в домашни условия).
В България има няколко частни ферми, в които успешно се размножават някои видове Ара, най-вече синьо-жълта и зеленокрила.

## Дълголетни птици
Папагалите ара са едни от най-дълголетните не само сред птиците, а и в животинския свят . Някои видове могат да живеят над 70 – 90 години. Поради това тези папагали са обект на изследване от страна на учените, които се опитват да разберат причината, поради която ара живеят толкова дълго, тъй като геномът им е по-малък в сравнение с този на други дълголетни животни. Тайната на дълголетието при птиците не е известна.

## Видове ара
Съществуват 17 съвременни вида ара. В миналото са били 22, но 5 вида са изчезнали.
- род Anodorhynchus – Хиацинтови ари[1]
  - Хиацинтов ара – Anodorhynchus hyacinthinus
  - Ара Леара – Anodorhynchus leari
  - Сив ара – Anodorhynchus glaucus
- род Cyanopsitta
  - Ара на Спикс, спиксов ара – Cyanopsitta spixii
- род Ara
  - Синьо-жълт ара – Ara ararauna
  - Синьочел ара – Ara glaucogularis
  - Зелен ара, военен ара – Ara militaris
  - Голям зелен ара, жълто-зелен ара – Ara ambiguus
  - Червен ара – Ara macao
  - Червено-син ара – Ara chloroptera
  - Червеночел ара, червеноух ара – Ara rubrogenys
  - Гвиански ара (Ara severa)
  - †Доминиканско ара (Ara atwoodi)
  - †Гваделупски ара (Ara guadeloupensis)
  - †Кубинско червено ара (Ara tricolor)
  - †Зелено-жълт ара (Ara erythrocephala)
  - †Ямайски червен ара (Ara gossei)
- род Orthopsittaca
  - Тъмнозелен ара – Orthopsittaca manilata
- род Primolius
  - Синьоглав ара – Primolius couloni
  - Син ара – Primolius maracana
  - Златен ара – Primolius auricollis
- род Diopsittaca
  - Малък гвиански ара – Diopsittaca nobilis